# Залізна п'ята
«Залізна п'ята» (англ. The Iron Heel) — роман-антиутопія американського письменника Джека Лондона. Випущений у світ в 1908 році видавництвом «Макміллан».
За сюжетом, роман являє собою автобіографічний рукопис американської революціонерки XX століття Евіс Евергард, знайдену лише в XXVII столітті, в епоху Братства Людей. Передмова і всі примітки написані кореспондентом XXVII століття, що знайшов рукопис. Основний текст написаний від імені Евіс Евергард.

## Сюжет
Евіс Каннінгем, дочка відомого фізика, знайомиться з Ернестом Евергард, соціалістом. За обідом він піддає критиці всю систему сучасного суспільства, звинувачуючи його в експлуатації праці. Евіс не погоджується, тоді Ернест призводить їй приклад Джексона — робітника, який втратив руку на заводі через сумлінності, і викинутого господарями на вулицю. Це спонукає Евіс зайнятися дослідженням життя робітників. Результати настільки жахаючими, що вона переймається поглядами Ернеста.
Ернеста запрошують у клуб місцеві ділки, щоб він виступив там з промовою. Вони думають виставити його на посміховисько, але він логікою і фактами показав їм, що перехід влади до соціалістів неминучий. На це була отримана відповідь: «Все це так, але зараз влада в наших руках. Силою цієї влади ми утримаємо владу. Якщо ви протягнете руки до наших багатств ми їх відірвемо. У громі гармат і кулеметів ви почуєте нашу відповідь».
Евіс закохується в Ернеста, але верховоди не подобається зв'язок дочки відомого фізика з соціалістом. Її батьку пропонують очолити грандіозний інститут. Він відмовляє, і пише книгу про робітничий клас. Книгу відмовляються друкувати, а незабаром у сім'ї відбирають будинок і все акції. Одночасно з цим єпископ Морхауз, друг Каннінгема, також освічений Ернестом, звертається до прихожан з проповіддю соціальної рівності. Його оголошують хворим і відправляють в божевільню.
Евіс і Ернест одружуються. Ернеста обирають до Конгресу від соціалістичної партії.
Тим часом у країні відбувається остаточна загибель дрібних підприємств. Вони поглинаються трестами, керованими олігархами. У пошуках прибутків вони виходять на зовнішні ринки, де стикаються з конкуренцією Німеччини, де відбуваються такі ж події в економіці. Боротьба за ринки збуту призводить до війни. Робочі в усіх країнах організовують загальний страйк, в результаті полягає світ. У Німеччині соціалісти скидають кайзера і приходять до влади. У США навпаки, посилюється влада олігархів. Ернест називає їх владу Залізної п'ятою.
Доведені до відчаю фермери, що розорилися, піднімають повстання. Повстання жорстоко придушується армією, яка до того часу перетворюється на знаряддя Залізної п'яти. Тим часом олігархи підкуповують впливові профспілки. Збільшується зарплата і скорочується робочий день у висококваліфікованих робітників. У привілейоване становище потрапляють працівники зв'язку, транспорту, машинобудування, ВПК. Їм також надають зручне житло, краще медичне обслуговування, їх дітям — кращі школи. У той же час у інших працівників знижується зарплата, зростає робочий день, скасовується обов'язкова освіта. Більшість робітників селять просто в бараках, де зникає саме поняття культури. Замість зарплати низькокваліфікованим робочим видають пайки, а праця стає обов'язковою.
Батько Евіс безслідно зникає. Єпископ Морхауз прикидається «здоровим» і виходить з божевільні. У таємниці від всіх він розпродає своє майно і витрачає гроші на благодійність, а після зникає і переховується. Роман закінчується описом жахливої бійні при придушенні повстання в Чикаго восени 1917 року. Як стає відомо з рукопису і приміток до них, в 1932 році в США відбулося друге найбільше повстання робітників, однак воно також було жорстоко придушене. Ернест був схоплений і страчений, сліди Евіс (чия рукопис залишилася незавершеною) загубилися. Після описуваних подій пройшло ще близько 300 років, поки в результаті численних повстань влада олігархії не лягла і не настала соціалістична епоха Братства людей.

## Дослідження олігархії
Романи про ділових людей складалися і раніше: про вдачі ділків писали і Бальзак, Флобер,Гюго, Островський і Достоєвський. Однак тема олігархії як політико-фінансового конгломерату вперше прозвучала саме в «Залізної п'яті». І навіть, незважаючи на те, що сам по собі як суто жанрове, літературне творіння, роман не відрізнявся художніми достоїнствами, книга тим не менш знайшла заслужену репутацію національного бестселера. Однак визнання «Залізна п'ята» домоглася лише після 1933 року. Коли до влади в Німеччині прийшли нацисти на чолі з Гітлером, аналітики як в Америці, так і в Європі, звернули увагу на ту обставину, що деякі з суспільних тенденцій, повною мірою проявили себе в реальної європейської політики того періоду часу, були передбачені в романі. Найґрунтовніше про достоїнства і недоліки «Залізної п'яти» висловився Джордж Оруелл. У 1945 році він опублікував нарис, в якому докладно торкнувся роману Джека Лондона. Відзначаючи стилістичну слабкість оповідання, Оруелл водночас оцінив пророчі сентенції, що містилися в сюжеті роману:
«Залізна п'ята» — неважлива книга і що містяться в ній похмурі пророцтва в цілому не збулися… Проте в деяких відносинах він (Джек Лондон) був набагато правий, ніж всі інші віщуни; прав в силу тієї самої риси свого характеру, завдяки якій він був хорошим оповідачем і недостатньо послідовним соціалістом.

## Видання твору
Залізна п'ята / Д. Лондон ; пер. з англ. О. Нитка, ілюстр. І. Бабій. 2-ге вид., перегл. Харків: Космос ; Берлін: Космос, 1923 [Архівовано 22 квітня 2015 у Wayback Machine.]. 304 с. : ілюстр. (Б-ка закордонної л-ри).